# Lauracbuc
Lauracbuc [lawra'pyk] (en francès Laurabuc) és un municipi del departament de l'Aude a la regió francesa d'Occitània.